# Mademoiselle Noël
Pour plus de détails, voir Fiche technique et Distribution.
Mademoiselle Noël (Annie Claus is Coming to Town) est un téléfilm de Noël américain réalisé par Kevin Connor et diffusé le 10 décembre 2011 sur Hallmark Channel.

## Synopsis
Annie, la fille du Père Noël, se rend à Los Angeles où elle a un mois pour rencontrer son âme sœur, rester auprès de lui ou le convaincre de la suivre au Pôle Nord.

## Fiche technique
- Titre original : Annie Claus is Coming to Town
- Réalisation : Kevin Connor
- Scénario : Nina Weinman
- Genre : Comédie
- Durée : 90 minutes
- Pays :  États-Unis

## Distribution
- Maria Thayer (VF : Edwige Lemoine) : Annie
- Samuel Page (VF : Damien Ferrette) : Ted
- Randy J. Goodwin (en) (VF : Daniel Lobé) : Barry
- Vivica A. Fox (VF : Pascale Vital) : Lucy
- Ryan Bittle (en) (VF : Tanguy Goasdoué) : Dean
- Nay Nay Kirby : Mia
- Matt Winston (en) (VF : Stéphane Pouplard) : Chester
- Lucy Loken (VF : Sophie Froissard) : Amy
- Peter Jason (VF : Vincent Grass) : Père Noël
- Daniel Weaver : Ian
- Greg Roman : Albie
- Lucy Butler (VF : Catherine Artigala) : Sara

 Source et légende : version française (VF) sur RS Doublage et Doublagissimo